# Красноармейская швейная фабрика
Красноармейская швейная фабрика — предприятие швейной промышленности в городе Покровск Донецкой области Украины.

## История

### 1930-е — 1991
В ходе индустриализации СССР в середине 1930-х годов в посёлке Постышево был открыт цех по пошиву верхней одежды (основной продукцией которого поначалу являлись рабочая одежда для шахтёров и женские платья). 
После того, как 13 марта 1938 года посёлок получил статус города Красноармейское, предприятие получило название Красноармейская швейная фабрика. В конце 1930-х годов она являлась крупным предприятием райцентра.
В ходе Великой Отечественной войны 19 октября 1941 года город был оккупирован немецкими войсками. 7 сентября 1943 года он был освобождён войсками Юго-Западного и Южного фронтов, и началось его восстановление.
Швейная фабрика, обеспечивавшая её электроэнергией районная электростанция (также как другие предприятия и 1827 зданий города) были полностью разрушены, но в соответствии с четвёртым пятилетним планом восстановления и развития народного хозяйства СССР фабрика была восстановлена, а позднее - оснащена новым оборудованием.
В соответствии с восьмым пятилетним планом развития народного хозяйства СССР был построен и в начале 1967 года - введён в эксплуатацию новый многоэтажный корпус швейной фабрики. В результате, уже к началу 1970 года фабрика выпускала 1 млн. изделий женской, мужской и детской одежды из шёлковых, хлопчатобумажных и шерстяных тканей.
В целом, в советское время швейная фабрика входила в число ведущих предприятий города, количество работников в послевоенное время составляло от 1000 до 1500 человек (в основном, женщин), её продукция продавалась на всей территории СССР.

### После 1991
После провозглашения независимости Украины государственное предприятие было преобразовано в открытое акционерное общество. В условиях разрыва хозяйственных связей и экономического кризиса 1990-х годов положение фабрики осложнилось. В 1998 году фабрика изготовила только 40 тыс. швейных изделий и на протяжении трёх месяцев не работала, но в 1999 году положение предприятия стабилизировалось. В этом году было возобновлено изготовление рабочей одежды для шахтёров и освоен пошив курток, численность работников составляла 300 человек.
За 2006 год доходы фабрики составили 230 тыс. гривен и она завершила 2006 год с нулевой прибылью.
5 ноября 2007 года состоялось собрание акционеров ОАО «Красноармейская швейная фабрика», по итогам которого контрольный пакет акций (73,97% акций фабрики) перешёл от работников предприятия (физических лиц) к днепропетровской строительной группе «Ратибор».
Начавшийся в 2008 году экономический кризис и вступление Украины в ВТО в мае 2008 года привели к увеличению импорта в страну готовых швейных изделий и осложнили положение предприятия, но в начале 2011 года фабрика заключила контракт на изготовление трёх тысяч швейных изделий для французских компаний (2 тысяч жилетов для фирмы «ИККС» и 1000 шорт для фирмы «Kenzo») и положение предприятия стабилизировалось.
По состоянию на начало июня 2013 года фабрика по-прежнему была оснащена только оборудованием советского производства, количество работников составляло 45 человек.

## Деятельность
Предприятие состоит из пяти цехов (экспериментальный, подготовительный, раскройный и два пошивочных) и специализируется на производстве готовой мужской и женской одежды (платья, юбки, блузки, брюки и др.) из шерстяных, хлопчатобумажных, шёлковых и смешанных тканей, а также изготавливает постельное бельё и пелёнки для новорожденных младенцев.
По отдельным заказам предприятие может изготавливать тканевые рукавицы и рабочую одежду для шахтёров.